# Ölpest im Golf von Mexiko 2010

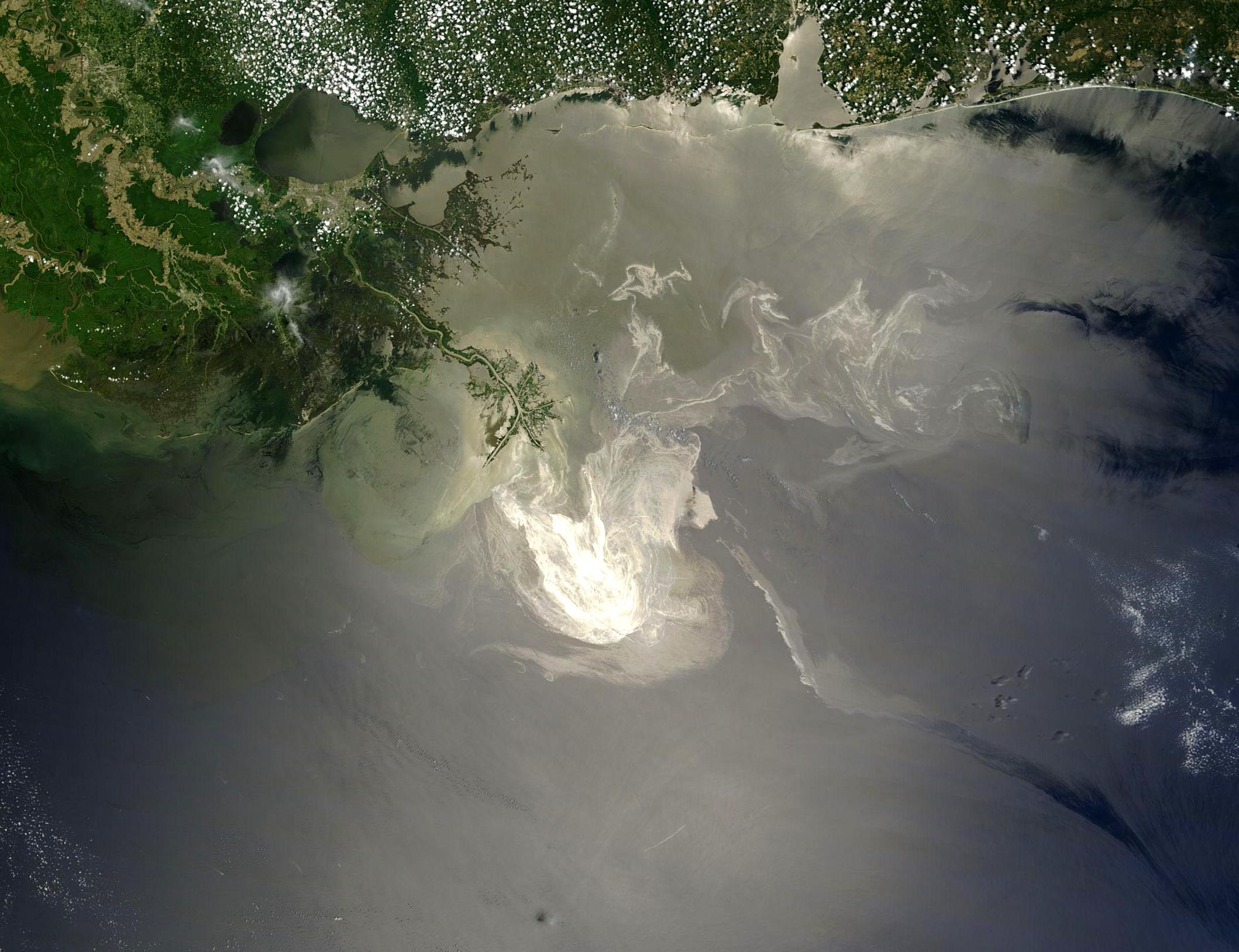
Ausmaß der Ölausbreitung im Golf von Mexiko am 24. Mai 2010 (Aufnahme der NASA). Die Bildbreite entspricht circa 540 km.

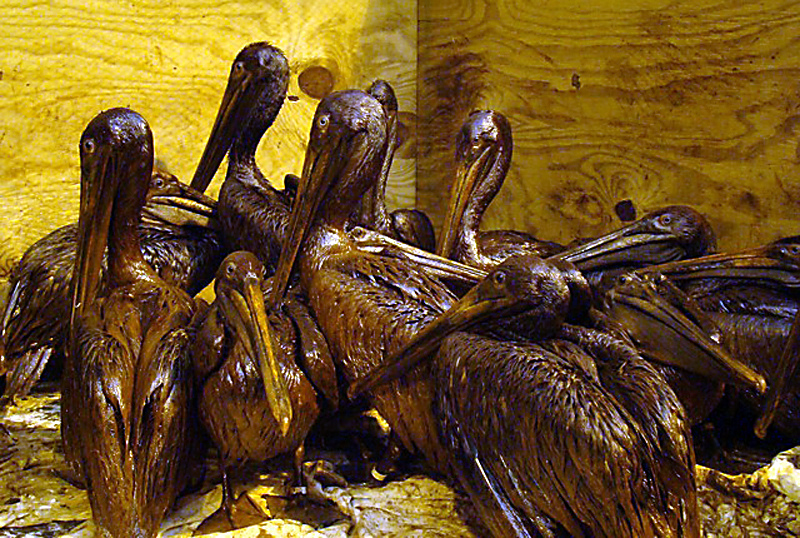
Ölverschmierte Pelikane

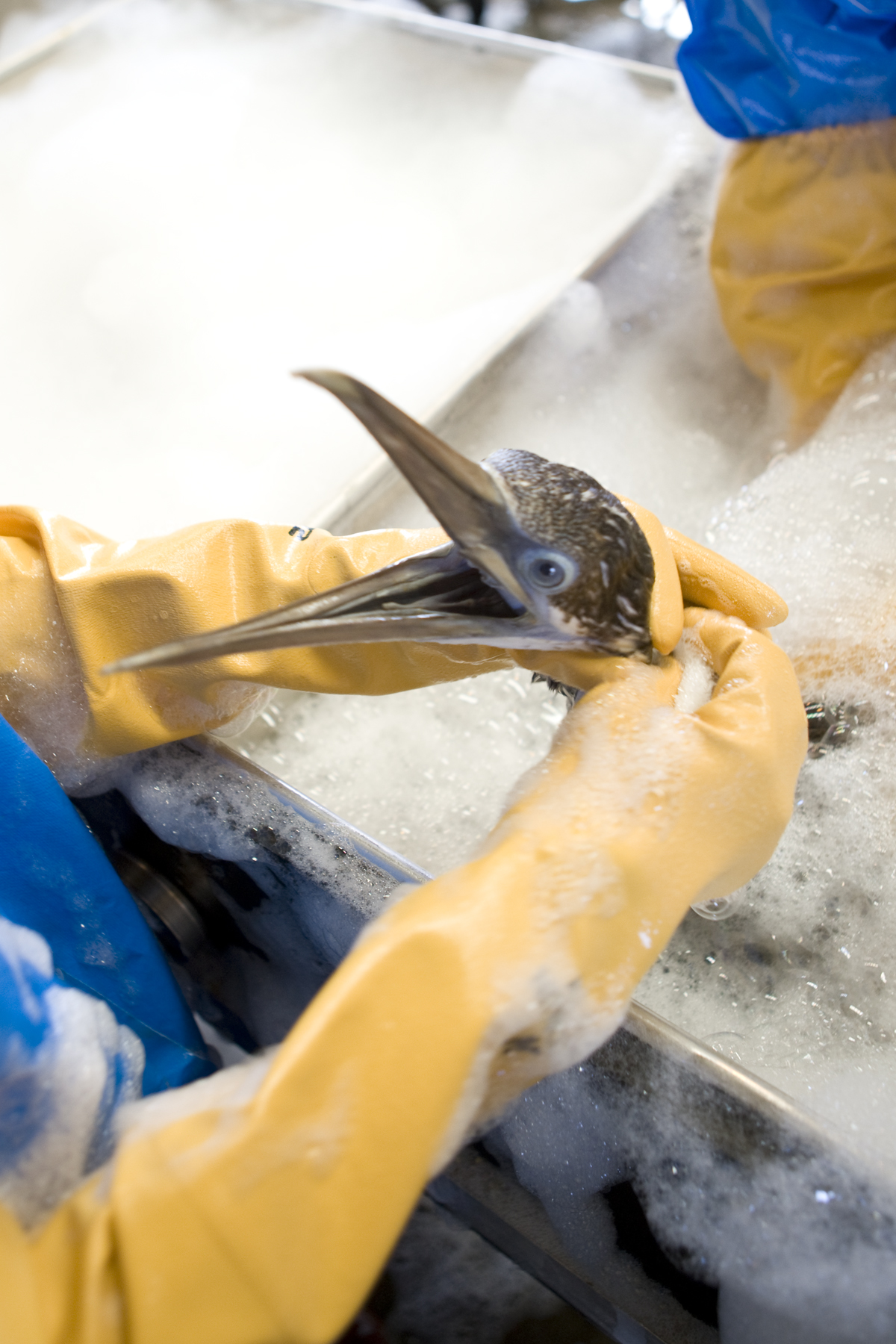
Waschen eines Tölpels

Die Ölpest im Golf von Mexiko 2010 wurde durch die Explosion der Ölbohrplattform Deepwater Horizon am 20. April 2010 verursacht. Die vom 20. April bis zum 16. Juli 2010 aus dem Bohrloch im Macondo-Ölfeld in den Golf von Mexiko ausgetretene Ölmenge wird auf 800 Millionen Liter geschätzt; daher gilt der Unfall als eine der schwersten Umweltkatastrophen dieser Art. Ähnlich große Rohölmengen traten im Jahr 1979/80 beim Blowout der Ixtoc-I-Bohrung aus. Mitte 2015 einigte sich das Mineralölunternehmen BP mit der US-Regierung auf Schadensersatzzahlungen in Höhe von insgesamt 18,7 Milliarden US-Dollar, was der höchste Wert in der US-Geschichte ist.

## Ursache

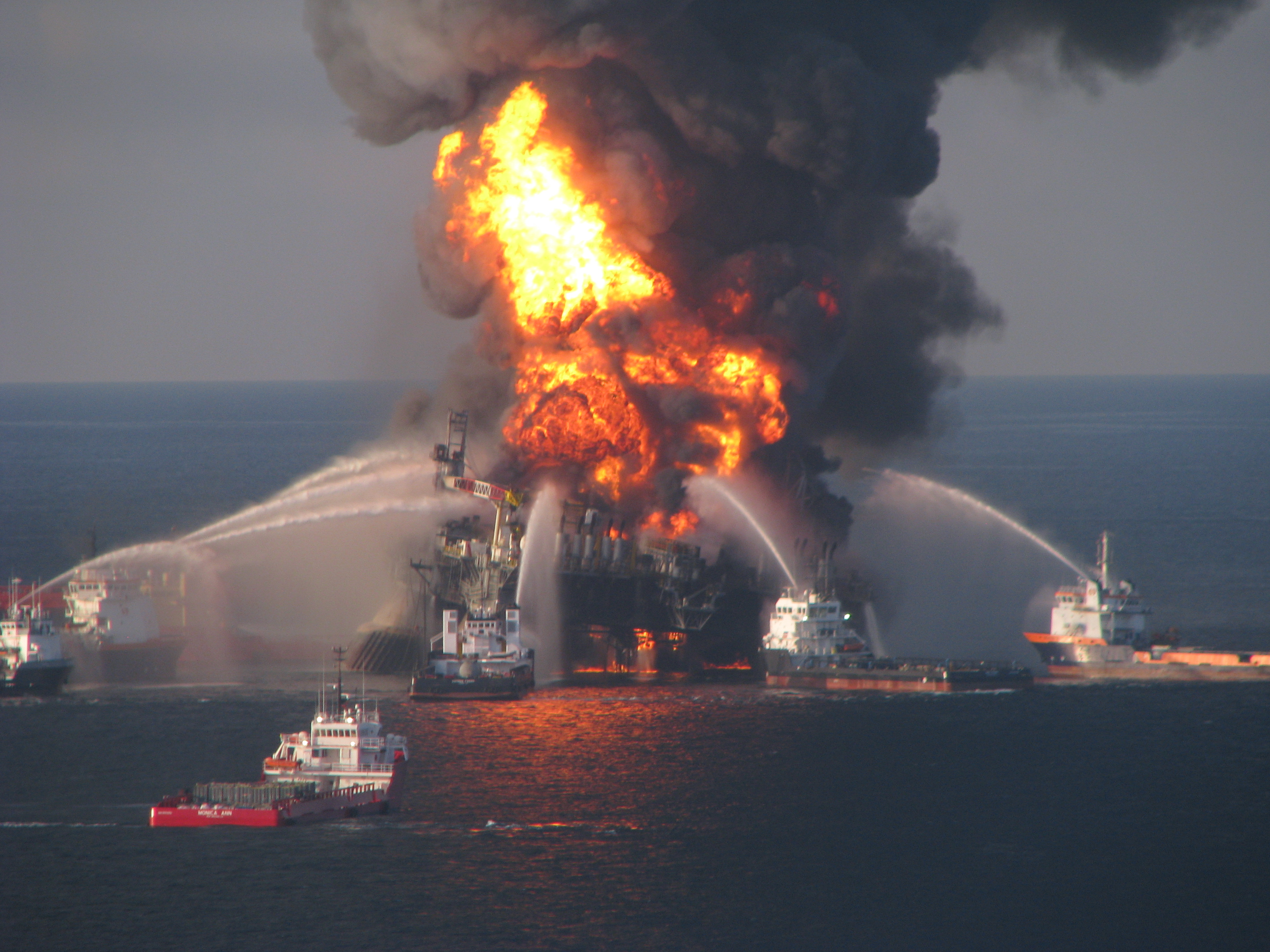
Deepwater Horizon in Brand

Am 20. April 2010 kam es auf der 2001 gebauten Ölbohrplattform Deepwater Horizon, welche von Transocean im Auftrag des britischen Konzerns BP betrieben wurde, nach Ausströmen von Erdgas aus dem Bohrloch zu einer Explosion, bei der elf Menschen starben und in deren Folge die Plattform zwei Tage später sank. Aus internen Dokumenten des BP-Konzerns geht hervor, dass zur Abdichtung des Bohrlochs trotz Warnungen von Fachleuten bewusst eine kostengünstige Methode mit größerem Risiko von Gasaustritt gewählt wurde.
Bis zum 16. Juli 2010, als der Ölausfluss mit einem temporären Verschluss gestoppt werden konnte, strömten aus dem Bohrloch in 1500 Metern Wassertiefe Rohöl und Erdgas mit einem Druck von etwa 900 bar aus (Blowout).

## Freigesetzte Ölmenge und Ölteppich

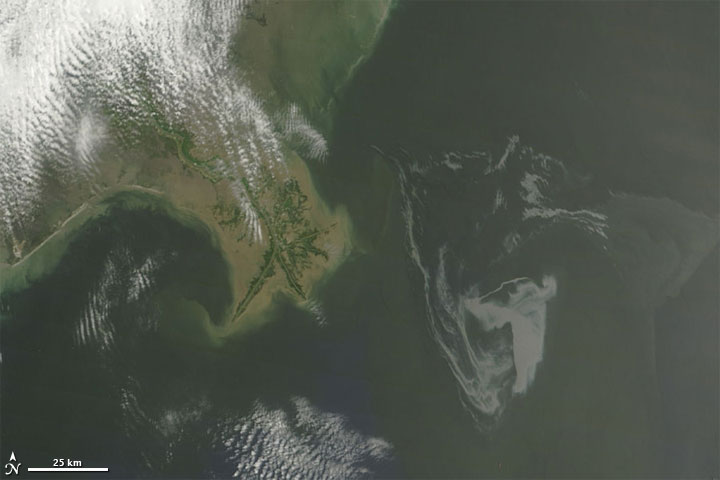
Satellitenbild des Mississippideltas vom 1. Mai 2010. Der Ölteppich ist rechts der Bildmitte erkennbar.

Unmittelbar nach dem Untergang der Plattform wurde ein etwa 1,5 km × 8 km großer Ölteppich beobachtet, der sich nach wenigen Tagen auf eine Fläche von über 9.900 Quadratkilometern ausdehnte.
Die Menge des austretenden Öls kann nicht zuverlässig gemessen werden, und die angegebenen Schätzungen wurden immer wieder nach oben korrigiert. Nach einer Angabe vom 15. Juni 2010 strömten täglich geschätzt 5,6 bis 9,6 Millionen Liter (35.000 bis 60.000 Barrel) aus.
Die Angaben gehen zurück auf die „Flow Rate Technical Group“ (FRTG) des US-amerikanischen Innenministeriums unter der Leitung von Admiral Thad Allen, der vom US-amerikanischen Präsident Obama zur Bewältigung der Krise eingesetzt wurde, unter Mitwirkung des Energieministers Steven Chu und der Direktorin der Geologiebehörde United States Geological Survey, Marcia McNutt. Die neue Schätzung beruht auf verbesserten Auswertungen der Videoaufnahmen vom Bohrloch. Noch am 10. Juni betrug die Schätzung 4 bis 4,8 Millionen Liter (25.000 bis 30.000 Barrel), am 27. Mai 2 bis 4 Millionen Liter (12.000 bis 25.000 Barrel). Ein nicht genau bekannter Teil des Öls wurde ab dem 5. Juni durch eine vom für die Bohrung verantwortlichen Konzern BP installierte Stahlhaube aufgefangen und abgesaugt, laut Meldungen vom 27. Juni wurden davon täglich etwa 1,6 Millionen Liter (10.000 Barrel) verbrannt und 2,4 Millionen Liter (15.000 Barrel) in Tankschiffe geleitet.
Die insgesamt ausgetretene Ölmenge wurde Mitte 2010 auf 500.000 bis 1 Million Tonnen geschätzt.
Andere Berechnungen von Forschern, beispielsweise Steve Werely von der Purdue University, ergaben eine Austrittsmenge zwischen 8 und 14 Millionen Liter (50.000 bis 84.000 Barrel) täglich. In Berichten vom 28. Mai sprachen Experten der US-Regierung von der schlimmsten Ölpest, die es je in den Vereinigten Staaten gegeben hat. Nach den Schätzungen der FRTG ist etwa alle acht bis zehn Tage genauso viel Öl ausgetreten wie insgesamt beim verunglückten Tanker Exxon Valdez 1989 in Alaska.
Am 17. Juni 2010 gab BP bekannt, dass sich noch geschätzte sieben Milliarden Liter (43 Millionen Barrel) Öl in der betroffenen Ölquelle befänden. Es würde somit noch zwei bis vier Jahre dauern, bis die Gesamtmenge ins Meer geflossen sei.
Am 29. April 2010 trafen erste Ausläufer des Ölteppichs auf die Küste Louisianas und damit das Mississippi-Delta.
Am gleichen Tag wurde das austretende Öl von der US-amerikanischen Regierung zur nationalen Katastrophe erklärt. Somit konnten Teile der US-amerikanischen Streitkräfte zur Bekämpfung der Ölpest eingesetzt werden. Zudem bat BP offiziell die US-Streitkräfte um Hilfe bei der Bekämpfung des Ölteppichs und übernahm die finanzielle Verantwortung für die Maßnahmen, die notwendig sind, um die Ölpest aufzuhalten, wobei diese Selbstverpflichtung vor der in den Vereinigten Staaten gesetzlich verankerten Haftungsobergrenze von 75 Millionen US-Dollar rechtlich kaum als bindend angesehen werden kann.
In den Bundesstaaten Louisiana, Florida, Mississippi und Alabama wurde der Notstand ausgerufen. Anfang Juli 2010 erreichte das Öl auch die Küste von Texas.
Ende Juni 2010 wurde mit einem Unterwasserfahrzeug der WHOI in einer Tiefe von 1100 Metern eine 35 Kilometer lange Wolke monoaromatischer Erdölkohlenwasserstoffe mit einer mittleren Breite von 1,9 Kilometern und einer vertikalen Ausdehnung von 200 Metern festgestellt, die keine Anzeichen bakterieller Zersetzung zeigte.
Am 15. Juli 2010 berichteten BP und Medien, es sei gelungen, die Ventile eines Auffangzylinders zu schließen. Dadurch ströme erstmals seit Beginn der Katastrophe Ende April kein Öl mehr ins Meer. Ob die Abdichtung dem Druck des herausströmenden Öls allerdings längerfristig standhalten würde, war zu diesem Zeitpunkt noch unklar.
Am 19. Juli 2010 wurde bekannt, dass nach Angaben der US-Regierung Ingenieure in weniger als drei Kilometer Entfernung zum Bohrloch Aussickerungen entdeckt hätten. Deshalb wurde ein Leck vermutet, welches weiteres Öl ausströmen lasse. Außerdem müssten in diesem Fall vermutlich die Ventile der neuen Auffangglocke geöffnet werden, um so Druck vom ohnehin schon destabilisierten Meeresboden zu nehmen und die Lage weiter kontrollieren zu können. Zusätzlich würde erneut für ungefähr drei Tage Öl in das Meer strömen, wenn sich BP dafür entscheiden würde, das Öl aus dem Bohrloch direkt in Tankschiffe zu leiten, weil für die erforderlichen Arbeiten der Druck reduziert werden müsste und dafür die Ventile zu öffnen seien.
Durch Einzelbildanalyse einer etwa 50 Sekunden dauernden hochauflösenden Filmaufnahme von dem Ausbruchsereignis konnte die ausgetretene Menge an Erdöl berechnet werden. Die Bestimmung von Festkörpern im Flüssigkeitsstrom und Erstellung einer Weg/Zeit-Berechnung unter Berücksichtigung des bekannten Bohrlochquerschnitts ermöglichte eine tragfähige Volumenbestimmung. Danach sind mit einem Unsicherheitsbereich von ungefähr ±20 % zwischen dem 20. April und dem 15. Juli 2010, als die erste dichtschließende Verschlusskappe auf dem beschädigten Bohrloch aufgeflanscht wurde, jeden Tag zwischen 8,9 und 10,8 Millionen Liter Öl ins Meer geströmt. Bis zum Ende der Ölpest sind somit rund 700 Millionen Liter (4,4 Millionen Barrel) in den Golf von Mexiko geflossen.

## Verbreitung durch Meeresströmungen und Winde

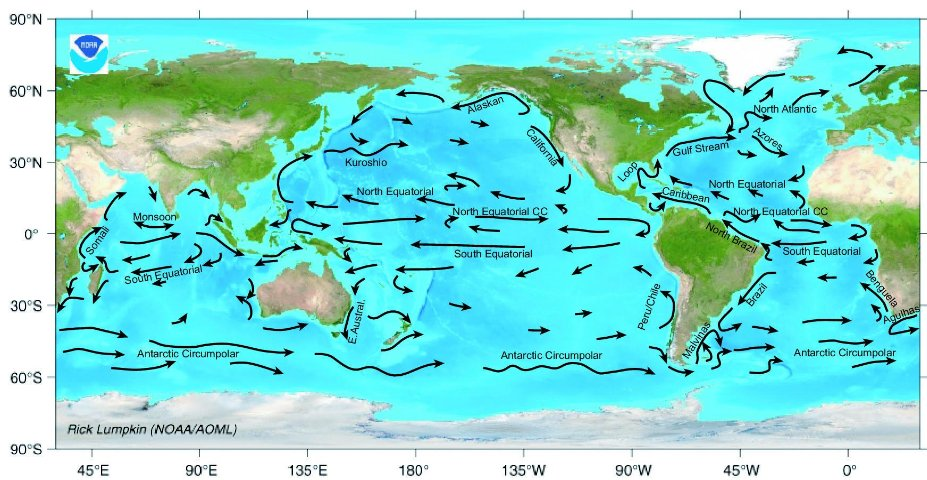
Wichtigste Meeresströme mit Namen

Der Vorsitzende Ozeanograph der „Ocean Observing and Monitoring Group“ der North Carolina State University, Ruoying He, gab am 5. Mai 2010 bekannt, dass der Süden von Florida sowie die Florida Keys dann betroffen wären, wenn sich der Ölteppich bis zum Golfstrom ausbreitet. Nach Ruoying He hängt in diesem Fall die Betroffenheit der Küsten weiter nördlich wesentlich von den örtlichen Windbedingungen ab, da sich der Golfstrom südöstlich von Charleston, im Süden von South Carolina, von der Küste entfernt. Dies wird durch den „Charleston Bump“, eine bis zu 400 m hohe Erhebung über dem Meeresboden, verursacht. Der Direktor des „Institute of Marine Sciences“ der University of Northern Colorado, Rich Luettich, wies darauf hin, dass das Öl auch für ein Jahr oder länger als lokales Problem verbleiben könnte und noch im Herbst oder kommenden Frühling Maßnahmen zum Küstenschutz erfordern könnte.
Am 19. Mai 2010 veröffentlichte die ESA Bilder des Envisat-Satelliten, die befürchten lassen, dass das Öl den Loop Current (Schleifenstrom) erreicht hat.
Mitte Juni 2010 bestätigen MODIS-Daten der NASA-Satelliten Terra und Aqua eine weitere Ausbreitung des Ölteppichs. Das Jet Propulsion Laboratory sammelte weitere Daten mit Synthetic Aperture Radar. Anfang Juli erreichten Teerklumpen auch die Küste von Texas. Damit waren zwei Monate nach dem Unglück die Küsten aller US-amerikanischen Bundesstaaten am Golf von der Ölpest betroffen.
Eine Studie aus dem Jahr 2020, die im Vorgriff des zehnten Jahrestags der Ölpest veröffentlicht wurde, lässt darauf schließen, dass Öl über wesentlich weitere Bereiche verteilt wurde, als bisher angenommen. Die Arbeit der University of Miami, veröffentlicht in Science, analysierte erstmals die Verteilung von Öl in mittleren Tiefen, das nicht von den Satellitendaten erfasst wurde. Untersucht wurde Öl in Konzentrationen, die 50 % des Meereslebens töten können. Das Ergebnis war, dass die Ölpest sich mindestens 30 % weiter ausgebreitet hatte, als bisher angenommen und damit auch deutlich außerhalb der Fischerei-Sperrzonen.

## Maßnahmen zur Neutralisierung

### An der Meeresoberfläche

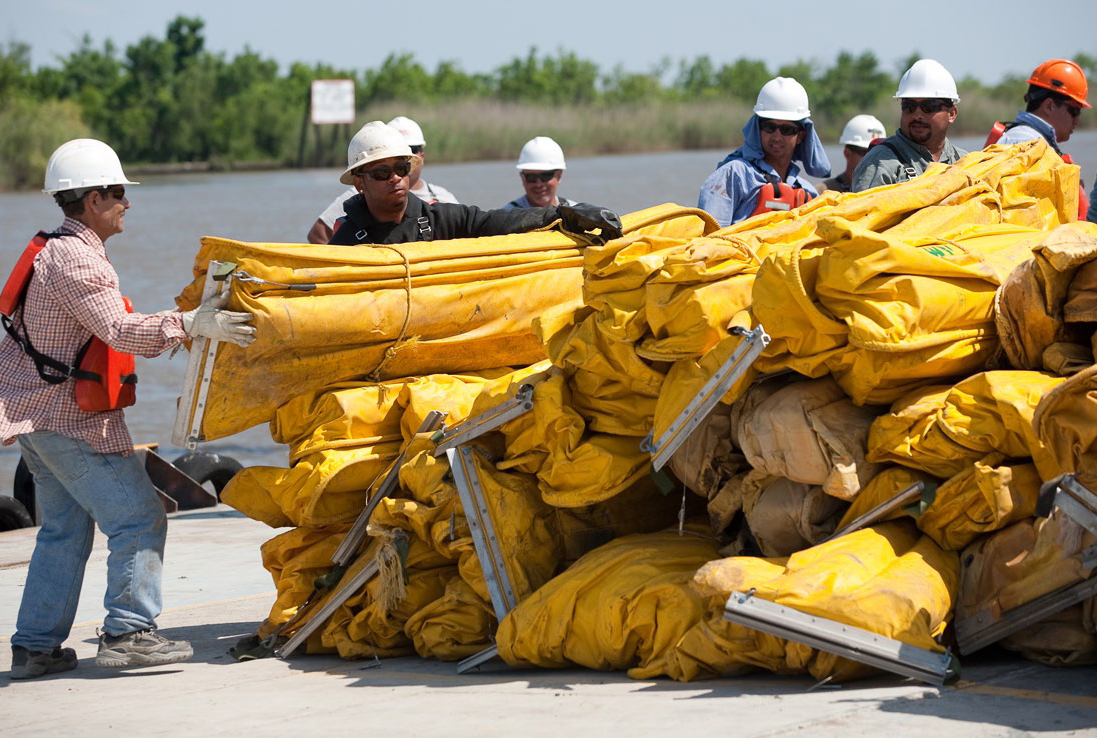
Mitarbeiter von diversen Umweltorganisationen bereiten schwimmende Barrieren für die Verlegung vor.

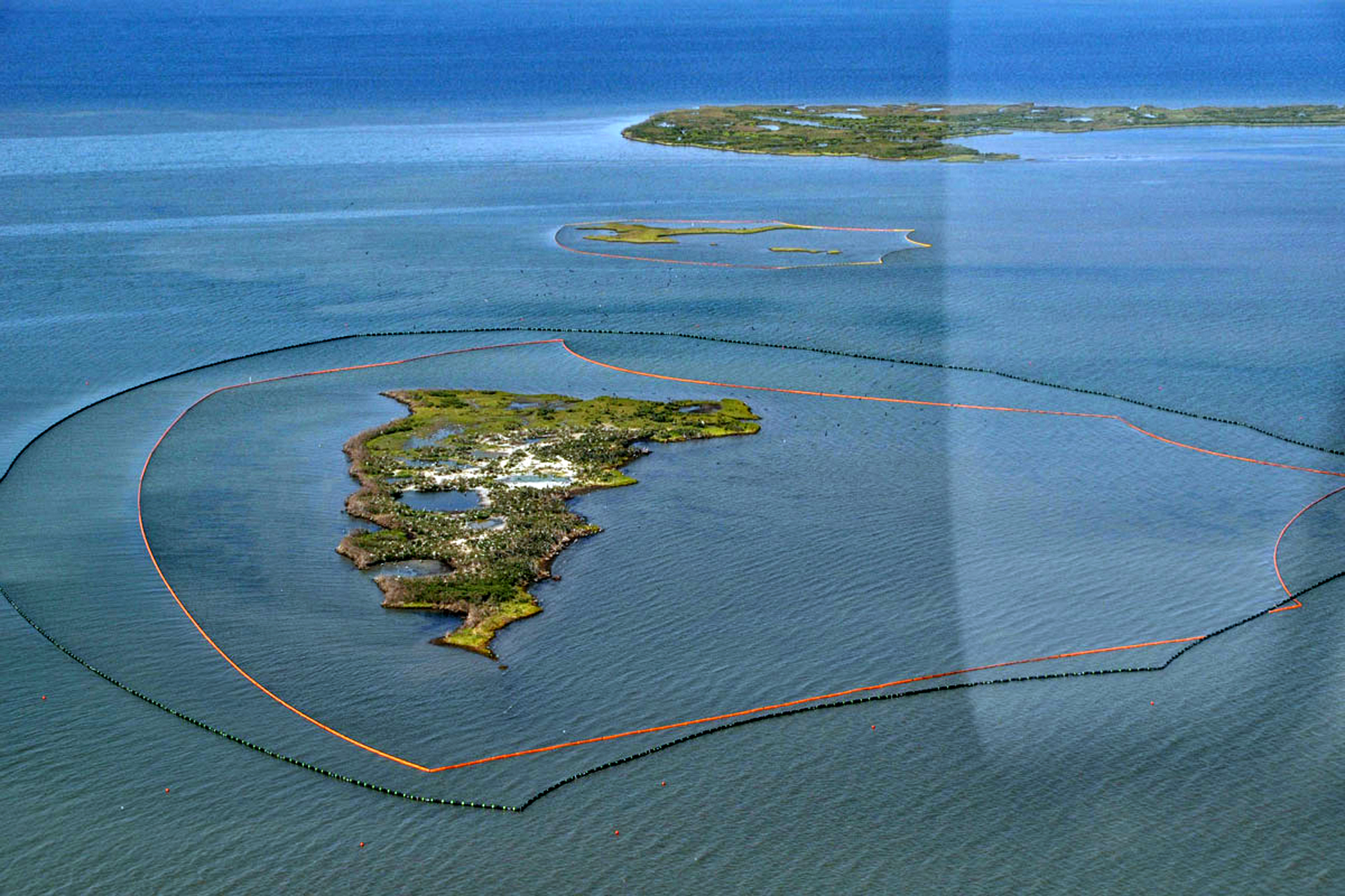
Schwimmende Ölbarrieren, verlegt von der US Navy um New Harbor Island

#### Kontrolliertes Abbrennen
Am 29. April 2010 wurde von den US-amerikanischen Behörden entschieden, den Ölteppich kontrolliert abzubrennen. Die Wirksamkeit der Maßnahme war unzulänglich. Hoher Wellengang verhinderte zudem die Eingrenzung des Ölteppichs mit schwimmenden Barrieren. Die National Oceanic and Atmospheric Administration (NOAA), die Wetter- und Ozeanographiebehörde der Vereinigten Staaten, war maßgeblich an der Bekämpfung der Ölpest beteiligt.

#### Dispersion des Öls

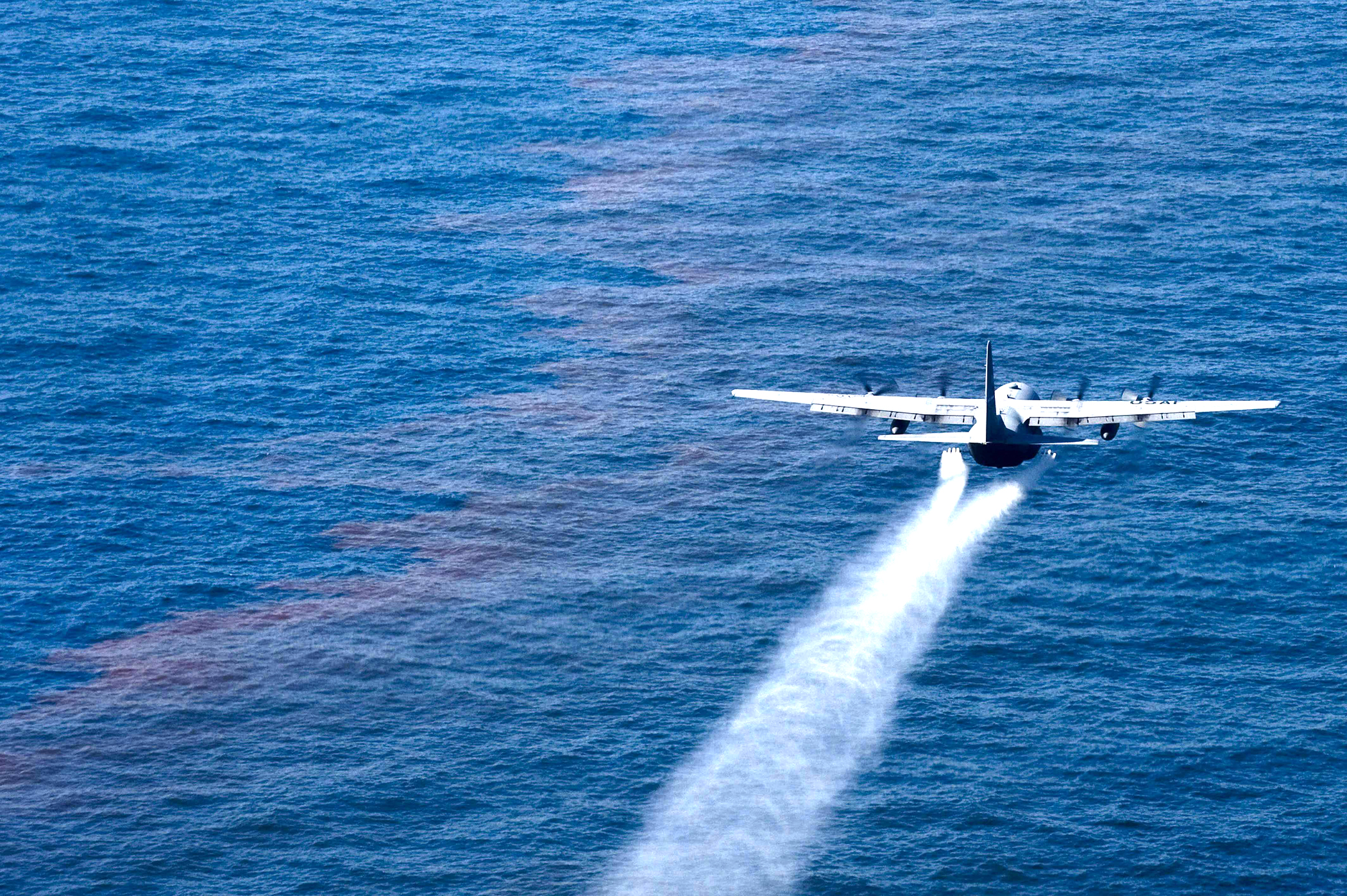
Eine C-130 Hercules bei der Verteilung eines Dispersionsmittels über dem Golf von Mexiko

Bis zum 5. Mai 2010 wurden rund eine Million Liter Chemikalien eingesetzt, um den Ölteppich aufzulösen. Das Gemisch namens Corexit 9500 sollte das Öl tief unter Wasser dispergieren, so dass es nicht an die Oberfläche steigt und es weniger wahrscheinlich ist, dass es an Land geschwemmt werden kann. Auf diese Weise wird das Öl in der Tiefsee verteilt und erscheint weniger sichtbar an der Oberfläche. Es wurden bereits mehrere Lagen von Öl tief unter der Wasseroberfläche entdeckt, eine hiervon mit einer Fläche von 80 Quadratkilometern. Die Ölschwaden hätten eine Höhe von etwa 100 Meter.
Corexit wurde von Exxon entwickelt und wird inzwischen vom US-amerikanischen Chemiekonzern Nalco hergestellt, in dessen Aufsichtsrat auch BP vertreten ist. Der Verkauf des Mittels an BP brachte Nalco seit Beginn der Gegenmaßnahmen 40 Millionen Dollar Umsatz ein. (Stand: 21. Mai 2010) Corexit wurde bereits 1979 nach der Explosion der Bohrinsel an der Ölquelle Ixtoc I und 1989 beim Tankerunglück der Exxon Valdez in Alaska eingesetzt. Umweltforscher wie Terry Hazen vom Lawrence Berkeley National Laboratory warnen seitdem vor den toxischen Auswirkungen, die die Corexit-Komponenten haben könnten, zumal manche Lösungsmittel schädlicher seien als das Öl selbst. In Großbritannien ist Corexit seit zehn Jahren verboten. Die US-amerikanischen Umweltbehörde EPA (Environmental Protection Agency) wies BP an, spätestens ab 24. Mai auf ein anderes, weniger giftiges Mittel umzusteigen. BP beharrt indes weiter auf Corexit – es verursache weniger Langzeit-Umweltschäden und sei zudem wirkungsvoller als andere Mittel, zitierte der Sender CNN aus einer BP-Mitteilung an die EPA. Die Behörde prüfe jetzt die Stichhaltigkeit des Arguments und werde dann endgültig entscheiden.
Einer Analyse der Woods Hole Oceanographic Institution zufolge, nimmt die Wirkung von Corexit stark ab, wenn Öl direktem Sonnenlicht ausgesetzt ist. Nach nur 24 Stunden wird nur noch 60 % des Öls gelöst, nach 5–8 Tagen ist überhaupt keine Wirkung messbar.
Obwohl die US-amerikanische Regierung Ende Mai 2010 angeordnet hat, die Verwendung so stark wie möglich zu begrenzen, sind weiterhin große Mengen Chemikalien zur Zersetzung des Öls durch die US-amerikanische Küstenwache erlaubt worden. Der Kongressabgeordnete Edward Markey wirft Admiral Thad Allen vor, BP in einem Zeitraum von 54 Tagen 74 Mal die Genehmigung erteilt zu haben, das Mittel auf der Meeresoberfläche sowie unter Wasser einzusetzen. Das ergäbe sich aus der Sichtung von Dokumenten. Gut 6,8 Millionen Liter Chemikalien sind seit Beginn der Ölpest eingesetzt worden, davon etwa drei Millionen nahe dem Leck am Meeresboden.

#### Reinigung durch den umgebauten SupertankerA Whale
Zwischen dem 30. Juni und Mitte Juli 2010 war das Schiff A Whale gegen die Ölpest im Einsatz. Angeblich sollte A Whale täglich 80 Millionen Liter verschmutztes Meerwasser vom Öl befreien können. Die Menge des während des Testeinsatzes aufgesammelten Öls war nach dem Ergebnis zu vernachlässigen; der Einsatz wurde daraufhin eingestellt.

### Am Meeresgrund

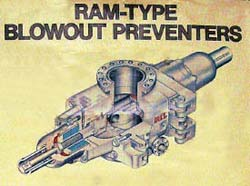
„Blowout-Preventer“ (großes Absperr-Sicherheitsventil)

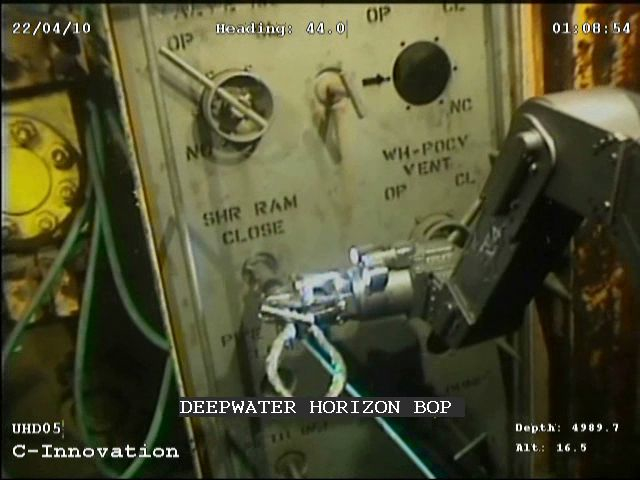
Greifarm eines Tauchroboters am Schalter für die manuelle Auslösung des „Blowout-Preventer“

#### Abdichtversuche mithilfe von Tauchrobotern
Da Taucher nicht bis in die gegebene Tiefe von 1500 Metern vordringen können, müssen alle Arbeiten am Meeresgrund mit ferngesteuerten Tauchrobotern durchgeführt werden. Nach dem Untergang der Plattform wurde mit deren Hilfe erfolglos versucht, den Blowout-Preventer am Meeresboden zu aktivieren.
BP scheiterte zudem mit dem Versuch, die drei Lecks mit Hilfe von Unterwasserrobotern zu schließen. Lediglich ein kleines Leck konnte am 5. Mai 2010 geschlossen werden.
Am 16. Mai gelang es mit Hilfe dieser Roboter, in das Ende des abgeknickten Steigrohres einen Stutzen (Riser Insertion Tube Tool) einzusetzen, mit dem es im Anschluss erstmals gelang, einen Teil des austretenden Öls aufzufangen und auf ein Schiff zu pumpen.

#### Auffangen mit großen Stahlhauben

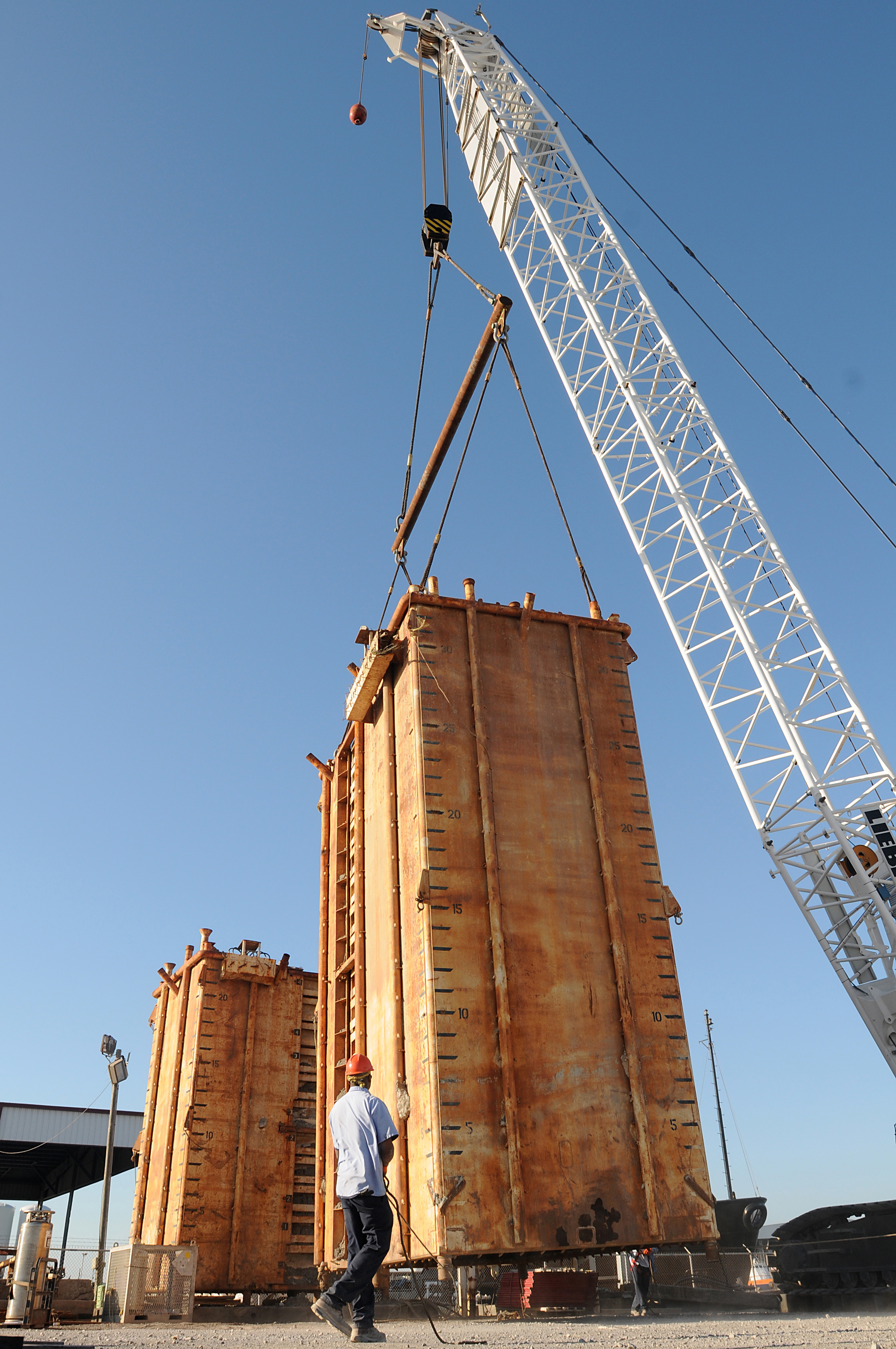
Stahlhaube bei der Verladung

Die Versuche, das Öl aus den zwei verbleibenden Lecks mit großen kastenförmigen Stahlhauben aufzufangen und kontrolliert an die Wasseroberfläche zu leiten, wurden am 13. Mai 2010 erfolglos abgebrochen. Ein wesentlicher Grund für das Fehlschlagen war die Bildung von eisähnlichem Methanhydrat aus dem im Öl enthaltenen Erdgas und Wasser, das die Steigleitung zum Abführen des Öls verstopfte. Zusätzlich bildete sich an der Oberseite der Haube eine Gasblase, welche die Haube daran hinderte senkrecht zu landen und ihr einen Auftrieb verlieh.

#### Abdeckung des Bohrlochkopfes mit Stahltrichter
Bei einem weiteren Versuch wurde das abgeknickte Steigrohr, aus dem an anderer Stelle das meiste Öl austrat, gleichzeitig an zwei Stellen getrennt. Dazu wurde es von einem Kran entlastet, an einer Seite mit einer Hydraulikschere geschnitten und mit einer diamantierten Seilsäge abgesägt.
Auf diese nun einzige Austrittsstelle wird ein umgedrehter Trichter gesetzt, der eine möglichst weitgehende Abdichtung ergibt und ein Absaugen durch ein neues Steigrohr an die Oberfläche ermöglicht.
Dieser Trichter wird Lower Marine Riser Package Cap (LMRP Cap) genannt.
Hierzu wurde der angefertigte Trichter auf dem Meeresboden abgesetzt, mittels des Bohrgestänges des Bohrschiffes 'Enterprise’ aufgenommen und über dem LMRP positioniert. Das Aufsetzen musste schnell geschehen, da eine Verstopfung durch Methanhydrat den Erfolg unweigerlich zunichtegemacht hätte. Um sowohl Steigrohr als auch Trichter wasserfrei zu halten, wurde in letzteren Stickstoff eingeleitet und anschließend Methanol zur Unterdrückung der Methanhydratbildung beigegeben. Des Weiteren wurde das Steigrohr zusätzlich beheizt.
Die Abdichtung gelang nur unzureichend, so dass unterhalb des Trichters weiterhin eine beträchtliche Menge Öl hervorquoll.
Aus dem LMRP-Stack wird durch zwei Hochdruckleitungen Öl entnommen und durch eine Ventil- und Manometerbatterie (Manifold) zur Plattform Q4000 geleitet.

#### Neuer Abdichtaufsatz
Nachdem die anderen Versuche gescheitert waren, gelang es den Ingenieuren von BP am 16. Juli 2010, mithilfe eines neuen Aufsatzes das Leck abzudichten. Dazu wurde der obere Flansch, der durch die Trennarbeiten am abgeknickten Steigrohr stark beschädigt worden war, demontiert und an seiner Stelle ein Zwischenstück, ein „Transition-Spool“ („Übergangs-Spule“) eingesetzt und verschraubt. Auf dieses konnte der eigentliche Dichtaufsatz, eine Anordnung schwerer BOP-Ventile mithilfe eines Bohrschiffes aufgesetzt und verriegelt werden. Im Anschluss wurden die Ventile nacheinander geschlossen, um den Ölfluss abzudrosseln und eine Druckstandsprüfung der Konstruktion, sowie der gesamten Bohrung („Integrity Test“, dt. „Integritätstest“) vorzunehmen.
Zunächst war unklar, ob das Bohrloch dem Druck auf Dauer standhält.
Am 19. Juli 2010 gab die US-amerikanische Regierung bekannt, dass Ingenieure in weniger als drei Kilometer Entfernung zum Bohrloch Aussickerungen entdeckt hätten. Deshalb wurde ein Leck vermutet, welches weiteres Öl und eventuell Methangas ausströmen lassen und den Meeresboden weiter destabilisieren könnte. Sollte sich dies bestätigen, so müssten vermutlich die Ventile des neuen Abdichtaufsatzes geöffnet werden um den Druck zu reduzieren, damit sich die Lage nicht noch weiter verschlimmert und außer Kontrolle gerät.

#### Top-Kill-Methode
Ab 26. Mai 2010 wurden innerhalb von drei Tagen drei Versuche unternommen, das Leck mit Schlamm und Zement zu stopfen. Dieses als Top Kill bezeichnete Verfahren wurde zuvor noch nie in einer Wassertiefe von 1500 Metern angewandt.
Bei der Operation wurden mehr als fünf Millionen Liter Schlamm mit einer Durchflussgeschwindigkeit von etwa 13.000 Liter/min in das Bohrloch eingepresst, wobei auch eine Reihe verschiedener Materialien wie etwa Gummiteile verwendet wurden, mit denen eine Abdichtung durch Verstopfungseffekte erreicht werden sollte. Am 30. Mai gab BP bekannt, dass der Versuch fehlgeschlagen sei.
Als Grund für das Scheitern wird unter anderem eine undichte Stelle in der Auskleidung des Bohrlochs in etwa 300 Metern Tiefe angenommen. Hierdurch gelangte der verwendete Schlamm in umgebende Gesteinsformationen, was die Wirksamkeit des Angriffs herabsetze.

#### Seitliche Entlastungsbohrungen – Bottom-Kill-Methode
Kurz nach dem Untergang der Deepwater Horizon begann BP mit dem Erstellen zweier sicherheitshalber unabhängig voneinander stattfindenden Bohrungen in einem seitlichen Abstand von etwa 850 Metern zum außer Kontrolle geratenen Bohrloch. Der Macondo-Bohrkanal soll unmittelbar über der Öllagerstätte im darüberliegenden Deckgebirge getroffen werden. Eine technische Herausforderung stellt das zielgenaue Treffen des 18 Zentimeter dicken Bohrstrangs dar. Dabei kommt ein Sensor zur Trägheitsnavigation zur Anwendung. Die Feinsteuerung der Annäherung an das Metallrohr erfolgt am Ende mittels elektrischer Feldstärkemessung, welche durch die Unterstromsetzung des Macondo-Bohrstranges ermöglicht wird. Ursprünglich musste für jeden einzelnen Messvorgang das gesamte Bohrgestänge gezogen und danach eine Messsonde herabgelassen werden. Nach neuerem Einsatz von im Drillgestänge befindlichen Doppelsensoren gestaltet sich die Annäherungsphase als weniger arbeits- und zeitaufwändig. Umgangssprachlich wird das Verfahren als „Entlastungsbohrung“ bezeichnet. Begriffsmäßig handelt es sich eher um „Belastungsbohrungen“, da der das undichte Bohrloch passierende Flüssigkeitsstrom künstlich beschwert und damit zum Stillstand gebracht werden soll.
Beabsichtigt ist, das leckgeschlagene Bohrloch möglichst tief zu treffen. Sobald dies erreicht ist, wird das Metallrohr (Casing) durchbohrt. Ist der Durchbruch soweit geglückt, soll unter anderem mit Mineralien wie Eisenoxid und Bariumsulfat angereicherter schwerer Schlamm bei gleichzeitiger kurzzeitiger Öffnung der bislang provisorisch verschlossenen Austrittsstelle in den dann aufsteigenden Flüssigkeitsstrom eingebracht werden. Unterstützt durch das Wirkprinzip der Wasserstrahlpumpe wird der seitlich zuströmende Ballastschlamm in den Flüssigkeitsstrom hineingezogen. Das hierdurch kurzfristig deutlich erhöhte Gewicht der im Bohrloch stehenden Flüssigkeitssäule soll den Blowout zum Erliegen und somit das Bohrloch unter Kontrolle bringen. Durch nachfolgendes Einpumpen von speziellem abbindungszeitdefiniertem flüssigem Zement sollte anschließend eine permanente Versiegelung erreicht werden. Die Dauer beider Bohrungen war auf etwa drei Monate angesetzt. Am 19. September 2010, fünf Monate nach dem Untergang der Bohrplattform, erklärte Thad Allen die Quelle offiziell für „tot“. Alle Hohlräume seien nun mit gehärtetem Zement gefüllt, der alle Drucktests bestanden habe.
Mit einer seitlichen Entlastungsbohrung konnte auch der bisher größte Ölaustritt im Golf von Mexiko nach der Havarie an der mexikanischen Explorationsbohrung Ixtoc I im Juni 1979 nach 294 Tagen gestoppt werden.

#### Static-Kill-Methode
Am 21. Juli 2010 wurde gemeldet, dass BP dem oben erwähnten Verschließen des Bohrlochs durch die seitlichen Entlastungsbohrungen mit einer anderen Aktion zuvorkommen könnte. Bei diesem Static Kill genannten Verfahren wird schwerer Schlamm von einer Plattform über Schläuche durch die Ventile des alten BOP gepumpt und anschließend die Bohrung mit Zement versiegelt. Der Vorzug gegenüber der missglückten Top-Kill-Methode liegt darin, dass nicht mit hohem Druck gegen die Flussrichtung des Öls gearbeitet werden muss. Da der Ölfluss bereits abgedrosselt ist, kann der Schlamm ohne nennenswerten Druckanstieg übergeschichtet werden. Laut BP wird diese Operation bereits parallel zu den Entlastungsbohrungen vorbereitet, aber die Einsatzleitung der US-amerikanischen Regierung müsse entscheiden, ob tatsächlich ein Anlauf unternommen werde.
Am 6. August 2010 wurde bekannt gegeben, dass das Leck nun mit dieser Methode definitiv abgedichtet sei.

## Ökologische Folgen

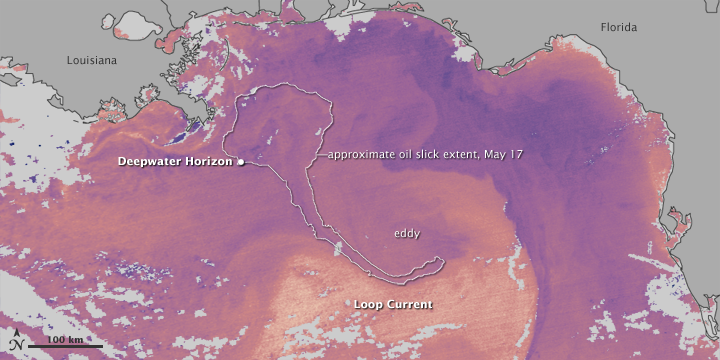
Diese MODIS-Aufnahme vom 18. Mai zeigt den Loop Current und die vermutete Ausdehnung des Ölteppichs (eingezeichneter Umriss) am 17. Mai 2010

Die Bohrstelle liegt im Zentrum eines Gebietes von Tierschutzreservaten.
Vom Öl gefährdet sind das Mississippi-Delta und insbesondere das dort liegende Wildschutzgebiet Pass à l’outre.
Experten nehmen an, dass diese Katastrophe das Ausmaß des Tankerunglücks der Exxon Valdez übertreffen wird.
Durch den Versuch des kontrollierten Abbrennens des Ölteppichs kam es zu einer erheblichen Luftverschmutzung. Zudem verbleiben bei dieser Vorgehensweise die Schadstoffe aus dem Öl (beispielsweise toxische polycyclische aromatische Kohlenwasserstoffe) als Rückstände im Meer und gelangen weiterhin in die Nahrungskette. Die Methode wurde bereits nach einem Unglück vor Neufundland im Jahre 1993 angewandt und hatte dort unterschiedliche Auswirkungen.
Die US-amerikanische Behörde NOAA erklärte, Vögel und Säugetiere könnten eher einem Feuer als einem Ölteppich entkommen. Die Auswirkungen auf Fische und andere Meerestiere sind der NOAA zufolge aber unklar.
Über die Menge des nach Verschließen des Lecks im Meer noch vorhandenen Öls gibt es unterschiedliche Auffassungen. Während laut NOAA bis Mitte August 74 Prozent des Öls abgebrannt, abgesaugt oder biologisch abgebaut worden seien, kamen Forscher der University of Georgia zu einem gegenteiligen Ergebnis: demnach seien 80 Prozent des ausgelaufenen Öls noch im Meer vorhanden, ein großer Teil sei durch die Ausbringung der Chemikalie Corexit lediglich unter die Meeresoberfläche gedrückt worden und bedrohe dort das Plankton und damit die gesamte marine Nahrungskette.
Im Verlauf der Katastrophe musste BP einräumen, dass nicht alle Küstenabschnitte geschützt werden können und errichtete Öl-Barrieren, die sich jedoch als teilweise wirkungslos herausstellten. Folglich erlitten unter anderem Seevögelkolonien sowie Fisch- und Austernbestände in der Region erhebliche Schäden. Nachdem der Ölteppich Inseln und Küstenabschnitte erreicht hat, sind nach Angaben des NABU verheerende Auswirkungen für Zehntausende in der Region brütende Küstenvögel wie Braunpelikane und Rötelreiher unvermeidlich. In der Brutsaison sind viele Strandbrüter wie Seeregenpfeifer und Scherenschnäbel dem Öl schutzlos ausgeliefert. Auch Delfine, Meeresschildkröten und Fische, für die das weitverzweigte Mississippi-Delta eine besonders wichtige Kinderstube darstellt, sind von der Ölkatastrophe bedroht. Als Hilfsmaßnahme versuchen Tierschützer, verölte Vögel zu finden und zu reinigen. Ob gereinigte Tiere jedoch eine nennenswerte Überlebenschance haben, ist umstritten. Einige Experten, wie die deutsche Zoologin Silvia Gaus von der Schutzstation Wattenmeer sowie Vertreter des WWF, schätzen die Überlebenschancen gereinigter Tiere auf weniger als ein Prozent und sprechen sich deswegen dafür aus, verölte Tiere lieber zu töten. Zudem schätzen Wissenschaftler, dass bei einer Ölkatastrophe für jeden gefundenen Seevogel 100 andere Vögel unbemerkt sterben.
Im Mai und Juni 2010 wurden Berichte über den Sauerstoffgehalt des Wassers in der Nähe des Ölteppichs bekannt. Der Sauerstoffgehalt hat bereits um 30 Prozent abgenommen und die Konzentration von Methan ist extrem hoch, so das Ergebnis von Laboruntersuchungen der University of Georgia und Texas A&M University. Ein deutlich abgesenkter Sauerstoffgehalt bedeutet eine erhebliche Schädigung des Planktons und kleiner Meeresorganismen. Durch diesen Eingriff wird das Nahrungsnetz und damit die Lebensgrundlage von Meerestieren (Fische, Weichtiere) im Golf von Mexiko langfristig stark gestört.
Seit dem 2. Juni 2010 gilt im Bereich der Tierschutzgebiete im Bereich der Mississippi-Mündung und der Küste von Florida ein Fischfangverbot.
Am 9. Juni 2010 teilten die Gesundheitsbehörden des US-amerikanischen Bundesstaates Louisiana mit, dass mehr als 70 Personen durch die Ölpest erkrankt seien. Die Betroffenen klagten über Atemprobleme, gereizte Augen sowie Kopf- und Brustschmerzen; acht Menschen mussten ins Krankenhaus.
Im Juli 2010 teilte die US-amerikanische Umweltbehörde mit, dass durch die mehr als 5600 sich im Einsatz befindenden Schiffe und weiteren Fahrzeuge (z. B. Helikopter, Bulldozer, Lastkraftwagen und andere Transportmittel) weitere ökologische Schäden zu erwarten seien. Auch die Umweltorganisation American Birding Association gab an, dass die Öl-Reinigungstrupps zahlreiche Nistplätze in Vogelkolonien zerstört und seltene Vögel gefährdet hätten. Außerdem sei die dem US-amerikanischen Bundesstaat Louisiana vorgelagerte Insel East Grand Terre schwer geschädigt worden durch den anfänglichen Einsatz von Helfern, die über keine oder wenig einschlägige Erfahrung verfügten, wie zum Beispiel Shrimp-Fischern, Arbeitslosen, Studenten und Wanderarbeitern.

## Konsequenzen

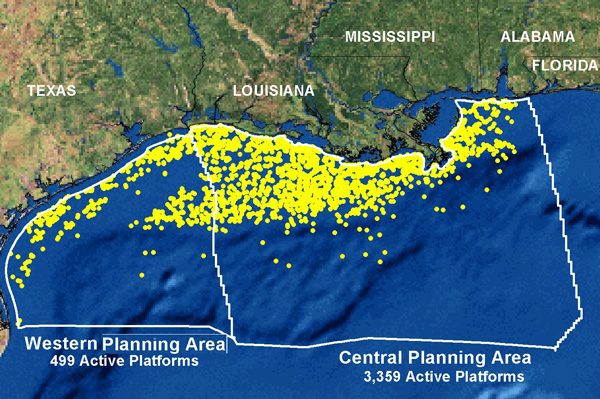
Lageplan der etwa 4000 aktiven Öl- und Gasförderplattformen im Norden des Golf von Mexiko (Stand 2006)

### Politik
Infolge des Unglücks wurde in den Vereinigten Staaten ein zunächst auf sechs Monate befristetes Moratorium von Tiefseebohrungen beschlossen. Im Juni wurde dieses Verbot von einem Bundesgericht in New Orleans aufgehoben; das Gericht entsprach damit der Klage von 32 Ölunternehmen. Das Weiße Haus kündigte an, gegen das Urteil Berufung einzulegen.
In einem Interview mit dem Online-Magazin Politico.com verglich der US-amerikanische Präsident Obama die Ölpest sogar mit den Terroranschlägen am 11. September 2001. Er sagte dazu:

“In the same way that our view of our vulnerabilities and our foreign policy was shaped profoundly by 9/11, I think this disaster is going to shape how we think about the environment and energy for many years to come.”

„In gleicher Weise, wie unsere Sicht auf unsere Verwundbarkeiten und unsere Außenpolitik tiefgreifend durch 9/11 verändert wurde, glaube ich, dass diese Katastrophe unsere Denkweise über die Umwelt und Energie für viele kommende Jahre verändern wird.“

Die Obama-Regierung führte neue Sicherheitsregeln für die Ölindustrie ein, im Mai 2019 wurden diese unter Donald Trump teilweise zurückgenommen.

### Konzern
Auf Druck der US-amerikanischen Regierung hin zahlt BP ab Mitte 2010 für drei Quartale keine Dividenden aus. Laut Berechnungen von BP und einer Konzernveröffentlichung vom 25. Juni 2010 betragen die bis dahin angelaufenen Kosten der Ölpest knapp 2 Milliarden Euro (2,35 Mrd. USD), laut Angaben Anfang Juli bereits 2,5 Milliarden Euro (3,1 Mrd. USD). Seit Beginn der Katastrophe hat sich der Wert der BP-Aktie etwa halbiert. Wegen der finanziellen Folgen der Katastrophe und des stark gefallenen Aktienkurses fürchtet der Konzern eine feindliche Übernahme, in britischen Regierungskreisen wird der Zusammenbruch des größten Unternehmens des Landes für möglich gehalten. Um dies zu verhindern, sucht der Konzern nach Investoren.
BP hat im Juli 2010 angekündigt, Unternehmensanteile in Höhe von zehn Milliarden US-Dollar zu verkaufen, um Kosten im Zusammenhang mit der Ölkatastrophe zu finanzieren. Auch ein Verkauf der deutschen Tochtergesellschaft Aral wurde in Betracht gezogen. Bis März 2011 wurden 41 Milliarden Dollar an Rückstellungen gebildet. 19 Milliarden Dollar wurden bis dahin zur Schadensbegleichung ausgegeben.
Im November 2012 einigte sich BP nach Verhandlungen mit den US-Behörden darauf, eine Geldbuße in Höhe von 4,5 Milliarden Dollar zu zahlen. Die Zahlungen sind über einen Zeitraum von sechs Jahren zu leisten.

### Entschädigung der Betroffenen
Zur Entschädigung der Opfer der Ölkatastrophe gab BP Mitte Juni 2010 bekannt, einen Treuhandfonds über 20 Milliarden US-Dollar einzurichten, der den Betroffenen zugutekommen werde. Am 20. Juli 2010 vermeldete BP den Verkauf einiger Geschäftsfelder an den amerikanischen Konkurrenten Apache Corporation. Der Erlös von sieben Milliarden US-Dollar (5,5 Milliarden Euro) für Anlagen und Geschäftsteile in den Vereinigten Staaten, Kanada und Ägypten, solle in den Treuhandfonds fließen. Außerdem werden 100 Millionen US-Dollar zum Ausgleich von Verdienstausfällen von Ölarbeitern bereitgestellt.
Um einen Gerichtsprozess zu vermeiden, hat BP mit den mehr als 100.000 Zivilklägern im März 2012 einen Vergleich vor dem Distrikt-Gericht in New Orleans geschlossen, bei dem Entschädigungszahlungen von 7,8 Milliarden US-Dollar (ca. 5,9 Mrd. Euro) vereinbart wurden.

### Klagen der Betroffenen

#### Gegen BP
Am 19. Juli 2010 wurde gemeldet, dass Anwälte von Geschädigten der Katastrophe in den Vereinigten Staaten mindestens drei Klagen gegen BP unter dem RICO Act eingereicht haben. Dieser bezeichnet ein Bundesgesetz, welches ursprünglich gegen die Mafia gerichtet war. Falls BP danach verurteilt wird, könnte sich – neben eventuell weiteren ausgesprochen Strafen – die Schadensersatzsumme auf das Dreifache des tatsächlich entstandenen Schadens erhöhen. Derzeit prüft das Justizministerium der Vereinigten Staaten, ob der RICO Act in diesem Fall zur Anwendung kommt.
Im März 2012 einigen sich BP und private Kläger in den Vereinigten Staaten auf eine Schadensersatzzahlung von 5,9 Milliarden Euro (7,8 Milliarden US-Dollar).
Siehe: Deepwater-Prozess

#### Gegen andere Firmen
Am 15. Juli reichten Anwälte beim obersten Gericht in New Orleans, Louisiana, eine Klage gegen 17 Firmen ein, die den Brand nach der Explosion der Deepwater Horizon auf See bekämpften. Die Kläger gehen davon aus, dass Standardprozeduren der Industrie, die vor der Bekämpfung spezieller Ölfeuer auf See mit Wasserkanonen warnen, missachtet wurden. Zwischen 38 und 190 m³ pro Minute an Löschwasser von jedem der acht Boote zur Brandbekämpfung habe zur Überflutung der Bohrplattform geführt, wodurch deren Sinken verursacht und anschließend die Ölpest ausgelöst wurde, heißt es in der Klageschrift. Bei adäquater Brandbekämpfung wäre die Deepwater Horizon stabil an ihrem Standort verblieben, was die Verbindung von der Plattform zur Quelle aufrechterhalten hätte. Dies hätte die Möglichkeit, den Ölaustritt zu kontrollieren, deutlich erhöht. Vertreten werden kommerzielle Fischereien, Anrainer deren Land betroffen ist, sowie Beschäftigte der Ölindustrie, die aufgrund der Ölpest ihren Arbeitsplatz verloren haben.
Am 3. Januar 2013 gab das US-amerikanische Justizministerium bekannt, dass der Schweizer Plattformbetreiber Transocean wegen seiner Mitschuld an der Katastrophe 1,4 Mrd. US-Dollar (ca. 1,06 Mrd. Euro) zur Beilegung von Zivil- und potenziellen Strafklagen zahle. Das Unternehmen habe ein Schuldbekenntnis unterschrieben, das noch von einem Gericht in New Orleans bestätigt werden muss. Die Summe setze sich aus einer Milliarde US-Dollar für die Gewässerverunreinigung und 400 Millionen US-Dollar als Strafe für kriminelle Handlungen zusammen. Transocean werde den Betrag über einen Zeitraum von fünf Jahren ableisten, wobei im laufenden Jahr 560 Mio. US-Dollar zu entrichten seien.

### Fischerei

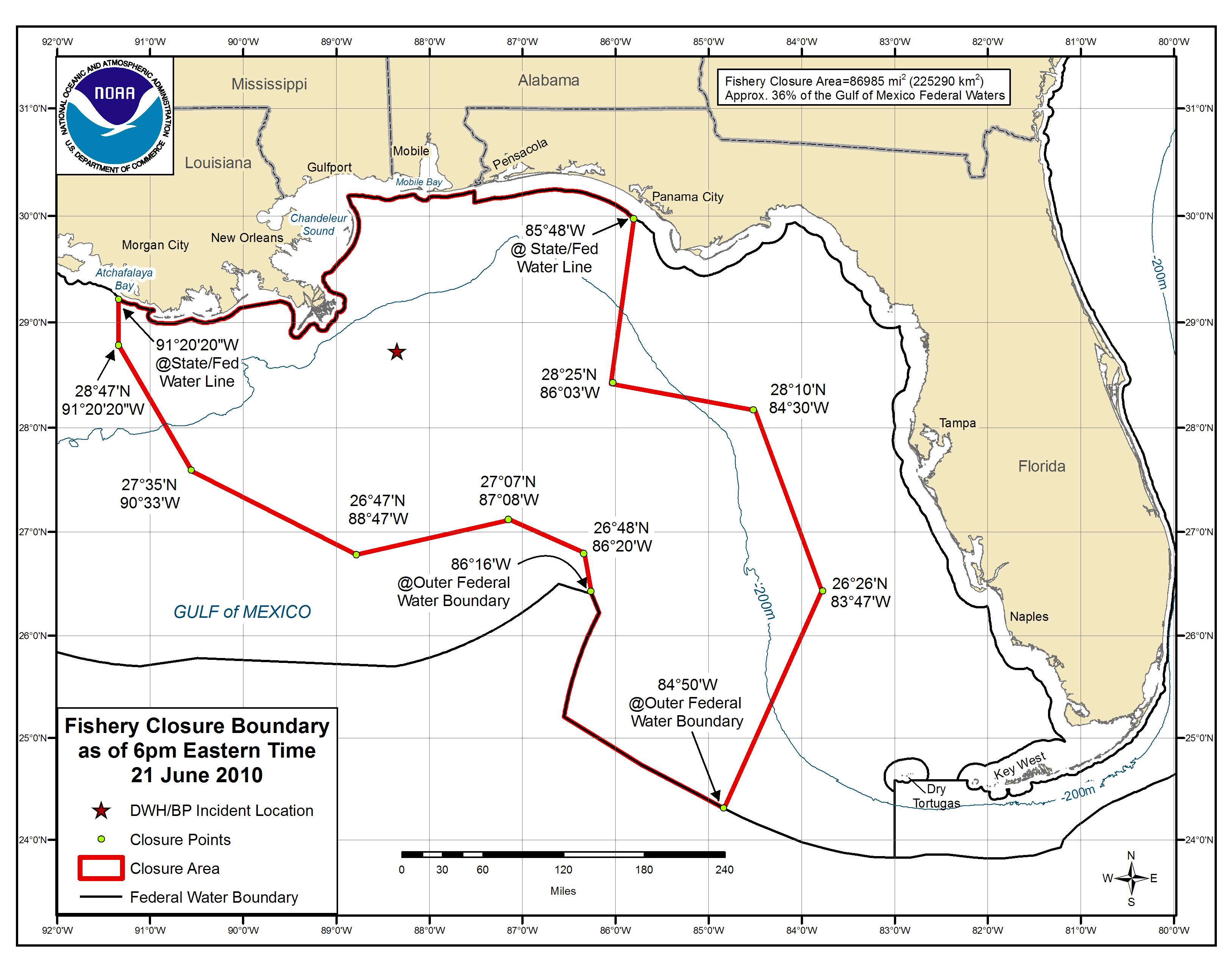
Am 21. Juni 2010 betrug die für Fischerei gesperrte Fläche 225.290 km², was etwa 36 % der staatlichen Gewässer im Golf von Mexiko entspricht.

Am 2. Mai 2010 verhängte die NOAA ein Verbot des kommerziellen und privaten Fischfangs in den betroffenen staatlichen Gewässern zwischen der Mündung des Mississippi und der Pensacola-Bucht. Das Verbot betraf anfangs ein Gebiet von 17.650 km².
Bis zum 21. Juni hat die NOAA die gesperrte Fläche mehr als ein Dutzend Mal vergrößert, so dass nun ein Gebiet von 225.290 km² (etwa 36 % der staatlichen Gewässer im Golf von Mexiko) für den Fischfang gesperrt ist, was sich entlang der Küste des Atchafalaya Basin bis nach Panama City in Florida erstreckt.
Am 24. Mai 2010 rief die US-amerikanische Regierung den Notstand für die Fischerei in Alabama, Mississippi und Louisiana aus.
Die Kosten für die Fischerei-Industrie belaufen sich nach ersten Schätzungen auf 2,5 Milliarden US-Dollar.

### Tourismus
Laut Wirtschaftswissenschaftlern der University of Central Florida besteht die Möglichkeit, dass der Ölteppich die „schlimmste Katastrophe in der Geschichte des Tourismus von Florida“ werden könnte.
Ersten Schätzungen zufolge könnte der Schaden für den Tourismus entlang der Paradise Coast in Florida drei Milliarden US-Dollar betragen.

### Arbeitsmarkt
Am 20. Juli 2010 sagte die amerikanische Ratingagentur Moody’s voraus, dass bis Ende des Jahres 2010 ungefähr 17.000 Arbeitsplätze an der Golfküste wegfallen könnten. Dieses gelte jedoch nur, wenn bis dahin die Ausbreitung der Ölpest gestoppt sei und die US-amerikanische Regierung das Moratorium für Ölbohrungen nicht durchsetze. Im schlimmsten Fall könnten es sogar über 100.000 Arbeitsplätze sein. Die am stärksten betroffenen Wirtschaftszweige seien bisher die Fischindustrie und die Landwirtschaft, insbesondere im US-amerikanischen Bundesstaat Louisiana. Laut dem Arbeitsministerium der Vereinigten Staaten sei die Arbeitslosenquote dort im Juni 2010 um 0,2 Prozentpunkte auf sieben Prozent gestiegen. Damit sei Louisiana einer von nur fünf US-amerikanischen Bundesstaaten mit wachsenden Arbeitslosenzahlen.

### Langfristige Auswirkungen auf die Ölförderung
Experten für die Entwicklung der Erdölförderung, wie etwa Claudia Kemfert vom Deutschen Institut für Wirtschaftsforschung, befürchten, dass höhere Sicherheitsauflagen bei technisch und ökologisch riskanten Ölförderprojekten als Reaktion auf die Havarie zu Einschränkungen der Förderung und Ausfällen führen könnten. Diese werden von der Internationalen Energieagentur auf bis zu 300.000 Barrel, von Steffen Bukold bei Einbeziehung weiterer Ölförderregionen auf bis zu eine Million Barrel pro Tag, beziffert, da ein sehr großer Anteil von zukünftig zu erschließenden Ölquellen in den OECD-Staaten auf Tiefseeförderungen basieren solle. Dass ein derart hoher Anteil allerdings auf realistischen Prognosen beruhe, wird wiederum von Experten der ASPO wie Klaus Bitzer in Zweifel gezogen. Sie befürchten auch bei Ausbleiben eines Moratoriums einen frühzeitigen Rückgang der Ölförderung (Peak Oil), da sich mit Projekten, wie sie zum Beispiel vor der Küste Brasiliens geplant sind, gewaltige technologische Risiken verbänden. Tatsächlich entspricht die Ölförderung in der Tiefsee ungefähr dem Zuwachs zwischen dem Jahr 2000 und 2009. Das Verhältnis zwischen Zuwachs der Förderung aus Tiefseeprojekten und wachsendem Verbrauch gilt ähnlich auch für die Vereinigten Staaten. Die Menge des nach bisherigen Planungen in Offshore-Bohrungen vor der Küste in den nächsten Jahren zusätzlich geförderten Öls würde jedoch gerade ausreichen, um den Zuwachs des Verbrauchs der Vereinigten Staaten auszugleichen. Der fortlaufende Rückgang der nationalen konventionellen Ölförderung muss durch steigende Importe ausgeglichen werden.

## Koordination
Die in die Bekämpfung der Ölkatastrophe eingebundenen Unternehmen und Behörden koordiniert unter Führung von BP das Deepwater Horizon Unified Command. Dazu gehören sowohl die notwendigen Abstimmungen bei der Bekämpfung der Ölpest selbst wie auch die Steuerung der Berichterstattung darüber.
Die NOAA und das Coastal Response Research Center (CRRC) der Universität von New Hampshire erarbeiteten gemeinsam ein Geographisches Informationssystem zur Kartierung der Umweltkatastrophe im Golf von Mexiko.

## Öffentlichkeitsarbeit der Beteiligten
Der Konzern BP liefert auf seiner Website Informationen über die Vorgänge zur Eindämmung der Ölpest. Auf der Website zur Ölpest sind jedoch nur unverfängliche Bilder zu sehen, die nach Beobachteransicht kaum etwas mit der Realität der Umweltverschmutzung zu tun haben. Zudem kaufte der Konzern mehrere Schlüsselwörter wie „Oil Spill“ („Ölpest“) bei verschiedenen Suchmaschinen, um Internetnutzer verstärkt auf die eigenen Darstellungen zu leiten.
Im Juli 2010 veröffentlichte BP mehrere mit Software zur Bildbearbeitung manipulierte Fotos im Internet.
Das Weiße Haus setzt auf eine offene Kommunikation über das Internet, um der steigenden Kritik zu begegnen. Beispielsweise wird täglich über ein Blog berichtet, welche rechtlichen und praktischen Schritte die US-amerikanische Regierung gegen die Ölpest unternimmt.
Presseberichte dokumentieren, wie BP und Vertreter der Regierung Fotojournalisten dabei behindern, die Orte zu besichtigen, an denen die Auswirkungen der Ölpest am deutlichsten zu sehen seien. Einem CBS-Kamerateam, welches einen mit Öl bedeckten Strandabschnitt filmen wollte, wurde sogar mit Verhaftung gedroht. Auch Überflüge seien teilweise untersagt worden. Ähnliche Beschwerden gab es von Associated Press, Newsweek, der Washington Post und der New York Times. BP habe aber nicht nur den Zugang für Medienvertreter beschränkt, sondern auch Tierkadaver entfernt, um so Beweise zu vernichten.
Um die Ölpest zu bekämpfen, hat der BP-Konzern versucht, örtliche Fischer unter Vertrag zu nehmen. Das zu unterzeichnende Master Charter Agreement enthielt jedoch eine Klausel, die den Fischern rechtliche Schritte gegen BP verwehrt hätte.
Verträge des Konzerns mit universitären Forschungseinrichtungen beinhalten Verschwiegenheitsvereinbarungen und Publikationsverbot für mindestens drei Jahre.

## Kritische Öffentlichkeit

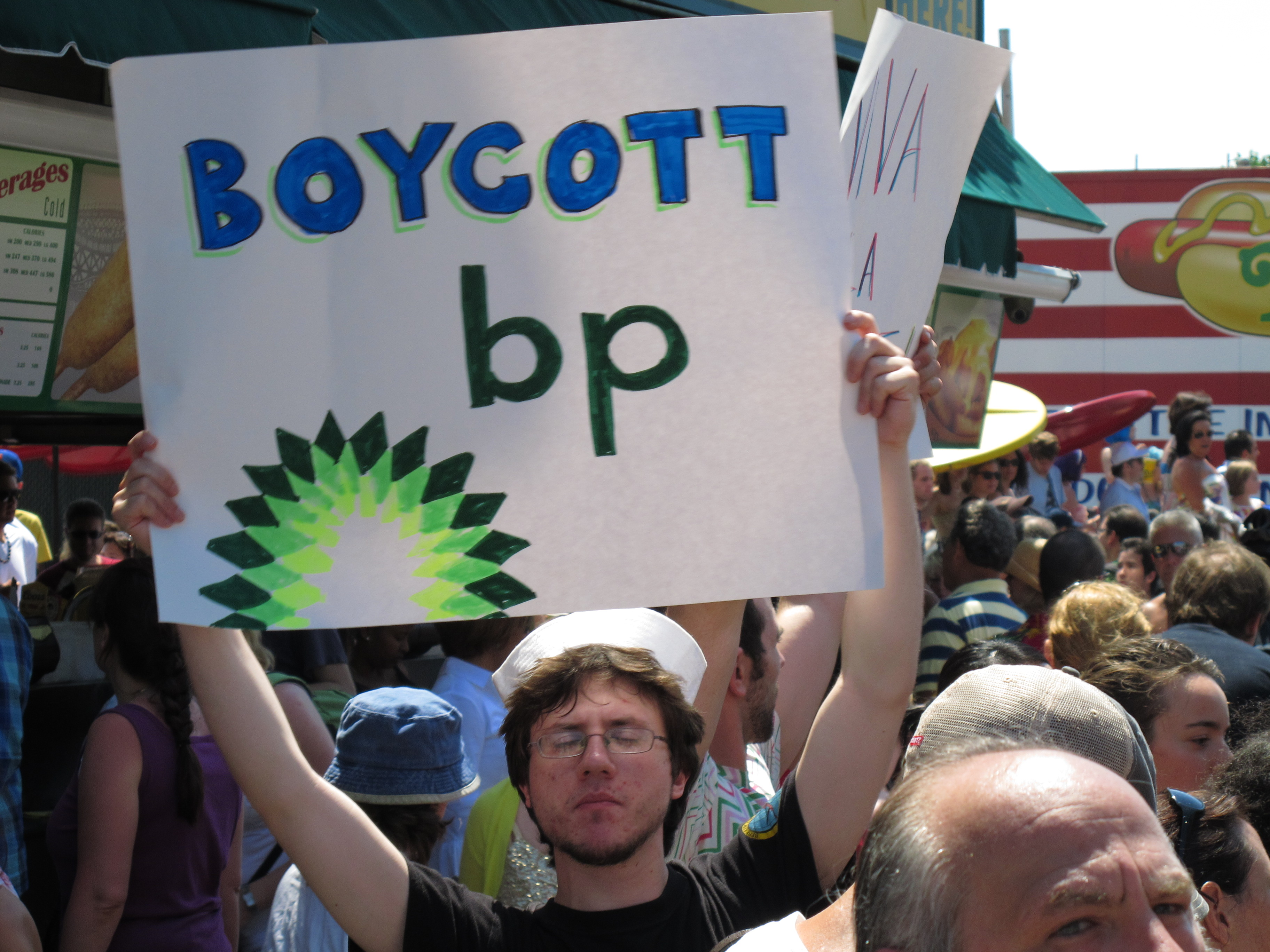
Boykottforderung bei einem von diversen Protesten

In den Vereinigten Staaten wurde unter der Federführung der A.N.S.W.E.R. Coalition („Act Now to Stop War and End Racism“) eine Kampagne unter dem Namen Seize BP organisiert. Sie verlangt, das Vermögen von BP zu beschlagnahmen und zum Schadensausgleich heranzuziehen. Vom 3. bis 13. Juni 2010 fanden in 54 Städten Kundgebungen statt.
Greenpeace England startete einen Wettbewerb This is what you think BP should look like und ruft zum kritischen Neuentwurf (Adbusting) des BP-Logos auf.
Verschiedene international bekannte Musiker gaben an, BP-Produkte zu boykottieren, darunter: Anthrax, Backstreet Boys, Black Label Society, Creed, Disturbed, Filter, Flogging Molly, Godsmack, Hellyeah, Korn, Lady Gaga, Megadeth, Rise Against und Rob Zombie. Die Nutzergruppe Boycott BP des sozialen Netzwerks Facebook erhielt regen Zulauf, bis zum 9. Juli 2010 mehr als 800.000 Personen.
Auch in Deutschland wird ein Boykott von BP und der deutschen Tochterfirma Aral diskutiert. Die Parteivorsitzenden von Bündnis 90/Die Grünen, Claudia Roth und Cem Özdemir, riefen indirekt dazu auf. Der Vorsitzende des Verkehrsausschusses im Deutschen Bundestag Winfried Hermann, der Tübinger Oberbürgermeister Boris Palmer und der Bremer Umweltsenator Reinhard Loske unterstützen den Boykott. Seit Juni 2010 boykottiert Liqui Moly BP. Einer repräsentativen Umfrage zufolge boykottieren 53 Prozent der Deutschen BP und 44 Prozent Aral. In Zukunft wollen zwei Drittel BP und 55 Prozent der befragten Bundesbürger Aral boykottieren. Laut einer Umfrage boykottieren 35 Prozent der Österreicher BP-Tankstellen, weitere 15 Prozent der Befragten erwägen einen Boykott.
Umweltschutzorganisationen wie Greenpeace oder BUND sehen einen Boykott dagegen kritisch, weil die Ölkatastrophe auf einen Unfall zurückgehe und man „nicht gegen die Ursache dieses Unfalls boykottieren“ könne. Sie fordern dazu auf, insgesamt weniger Erdöl zu verbrauchen. Die Situation sei nicht mit einem ähnlichen Boykott von Shell zu vergleichen, der 1995 die geplante Versenkung des schwimmenden Öltanks Brent Spar verhindern konnte. Auch wird diskutiert, ob ein Boykott nicht eher die Tankstellenpächter als den Konzern BP träfe.
Am 19. April 2011 berichtete Greg Palast, dass schon 2008 ein Blowout an einer von BP mit kostengünstigem Bohrzement versehenen Ölquelle im Kaspischen Meer stattgefunden hatte, der von BP geheim gehalten wurde.